# Decimus Iunius Silanus (exilé en 20)
Pour les articles homonymes, voir Junius Silanus.
Decimus Junius Silanus, frère de Marcus, fils de Caius, est soupçonné d'adultère avec Julia Vipsania, petite-fille d'Auguste.
Cet acte qualifié d'attentat énorme contre la religion et contre le prince, lui fait perdre son amitié avec l'empereur. Il est exilé et rappelé seulement sous Tibère grâce à M. Junius Silanus, à qui un nom illustre et sa rare éloquence donnaient un grand éclat. À son retour, Tibère lui affirme en présence du sénat qu'il est libre de revenir puisque ni le sénat, ni les lois ne l'ont banni. Cependant les ressentiments de son père subsistent toujours pour lui et les volontés d'Auguste n'étaient pas révoquées par son retour. Décimus reste donc à Rome, mais sans parvenir aux honneurs.